# Чемпіонат світу з трекових велоперегонів 2017 — скретч (чоловіки)
Змагання зі скретчу серед чоловіків на Чемпіонаті світу з трекових велоперегонів 2017 відбулись 13 квітня.

## Результати
Виграє велогонщик, який першим перетнув фінішну лінію без відставання на коло.
| Місце | Ім'я                 | Країна          | Кола відставання |
| ----- | -------------------- | --------------- | ---------------- |
| 1     | Адріан Текліньський  | Польща          |                  |
| 2     | Лукас Лісс           | Німеччина       |                  |
| 3     | Крістофер Летем      | Велика Британія |                  |
| 4     | Вім Струтінга        | Нідерланди      |                  |
| 5     | Ґаель Сутер          | Швейцарія       |                  |
| 6     | Морган Кнайскі       | Франція         |                  |
| 7     | Зекері Ковальчик     | США             |                  |
| 8     | Христос Волікакіс    | Греція          |                  |
| 9     | Роббе Гіс            | Бельгія         |                  |
| 10    | Франческо Кастеньяро | Італія          |                  |
| 11    | Себастьян Мора       | Іспанія         |                  |
| 12    | Крістіан Ловашші     | Угорщина        |                  |
| 13    | Андреас Мюллер       | Австрія         |                  |
| 14    | Євген Королюк        | Білорусь        |                  |
| 15    | Мартін Блага         | Чехія           |                  |
| 16    | Роберт Гайнеєв       | Казахстан       |                  |
| 17    | Філіп Тарагель       | Словаччина      |                  |
| 18    | Хосе Сантойо         | Мексика         |                  |
| 19    | Фелікс Інгліш        | Ірландія        |                  |
| 20    | Жоао Матіас          | Португалія      |                  |
| 21    | Лян Чуньвін          | Гонконг         |                  |
| 22    | Тарас Шевчук         | Україна         |                  |
| 23    | Александер Портер    | Австралія       |                  |